# Rechenberg-Bienenmühle
Rechenberg-Bienenmühle é um município da Alemanha, situado no distrito de  Mittelsachsen, no estado da Saxônia. Tem 52,49 km² de área, e sua população em 2019 foi estimada em 1.835 habitantes.